# Australská národní galerie
Australská národní galerie (anglicky National Gallery of Australia) v Canbeře je australské národní umělecké muzeum a jedno z největších uměleckých muzeí v Austrálii. Bylo ustaveno australskou vládou roku 1967. Spravuje sbírky asi 166 tisíc uměleckých děl. Památkově chráněnou brutalistickou budovu muzea navrhl Colin Madigan. Sbírky zahrnují jak australské a západní umění, tak také umění orientální. Jsou zde i sbírky soch, užitého umění a fotografií.